# Baumholder

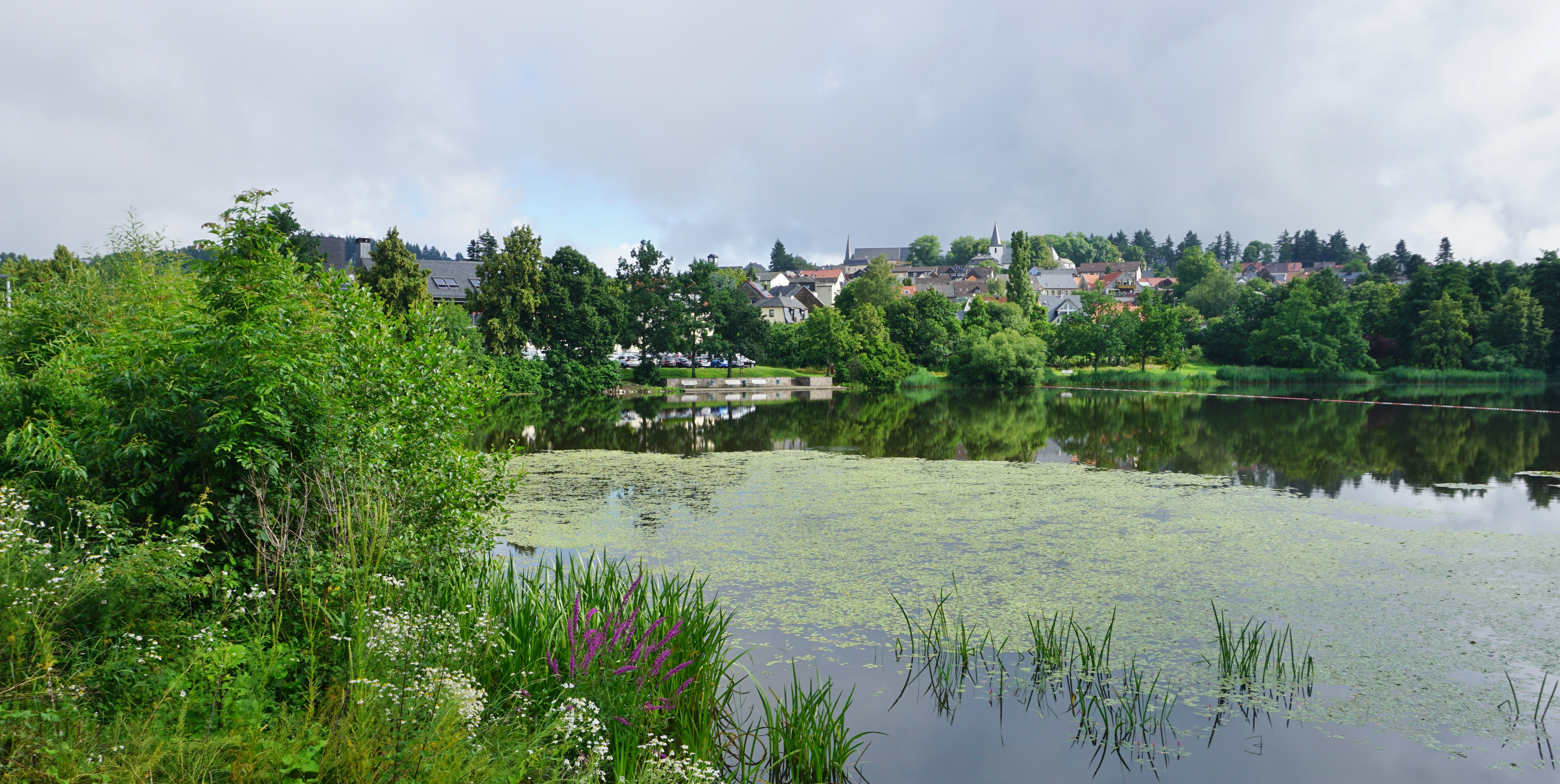
Blick über den Weiher auf die Altstadt

Baumholder ist eine Stadt im Landkreis Birkenfeld in Rheinland-Pfalz im Westrich gelegen. Sie ist der Verwaltungssitz der gleichnamigen Verbandsgemeinde und gemäß Landesplanung als Mittelzentrum ausgewiesen.

## Allgemeines
Bekannt ist die Stadt Baumholder als eine der größten US-Garnisonen in Deutschland, die sich seit den 1950er Jahren auf dem Gelände des direkt an das Stadtgebiet angrenzenden Truppenübungsplatzes Baumholder entwickelt hat.
Landschaftlich, wirtschaftlich, aber auch gesellschaftlich prägen die hier lebenden rund 15.000 US-Amerikaner seitdem wesentlich das Stadtbild.
Weiterführende Artikel: Baumholder Army Airfield, Ausländische Militärbasen in Deutschland.

### Bevölkerung
Die Bevölkerung Baumholders ist überwiegend bürgerlich. Landwirtschaft spielt heute nur noch vereinzelt und in einigen umliegenden Ortsgemeinden und Höfen eine Rolle.

### Sprache
Der regionale Dialekt ähnelt dem vor allem im Osten des Saarlandes gesprochenen saarländischen Dialekt (Rheinfränkischer Dialekt).
Beim Kontakt mit Personen aus anderen Regionen Deutschlands wird oftmals der Verdacht geäußert, der Sprecher sei aus dem Saarland. Interessanterweise ist der regionale Dialekt ein „Inseldialekt“, da in allen benachbarten Ortsgemeinden und Städten (Kusel, Idar-Oberstein, Freisen), selbst in den am nächsten liegenden saarländischen Ortsgemeinden, eine deutlich andere Aussprache zu erkennen ist.
Durch das nahe Verhältnis zu den Amerikanern ist auch um Baumholder häufig das Englische in Benutzung.

### Landschaft
Baumholder liegt zwischen dem Hunsrück im Norden und dem Nordpfälzer Bergland im Süden unmittelbar auf einem Höhenzug, der die nördliche Grenze des Nordpfälzer Berglandes markiert. Dieses Gebiet wird auch Westrich genannt.
Die Landschaft um Baumholder ist durch zahlreiche Wiesen, Felder sowie Laub- und Mischwälder gekennzeichnet. Ein Großteil des angrenzenden Truppenübungsplatzes dient als Rückzugsgebiet für zahlreiche selten gewordene Tier- und Pflanzenarten, wie beispielsweise Eisvogel, Luchs und Dachs, welche teilweise in der „Rote Liste gefährdeter Arten“ stehen.
Die Stadt liegt zwischen den Wassereinzugsgebieten von Nahe (Rhein) und Glan (Nahe).
Am Baumholder Bach/Wasembach liegt der Stadtweiher, ein Freizeitgewässer.

### Klima

Niederschlagsdiagramm

Der Jahresniederschlag beträgt 884 mm. Der trockenste Monat ist der April. Am meisten regnet es im Dezember. 76 % der Messorte des Deutschen Wetterdienstes zeigen niedrigere Werte an; der Niederschlag liegt somit im oberen Drittel. Die jahreszeitlichen Niederschlagschwankungen liegen im mittleren Drittel. In 46 % aller Orte schwankt der monatliche Niederschlag weniger.

## Geschichte

### Mittelalter bis 19. Jahrhundert
Urkundlich ist Baumholder erstmals 1156 als Besitz des Bischofs von Verdun erwähnt. Im 14. Jahrhundert gehörte es den Grafen von Veldenz und wurde 1444 pfalz-zweibrückisch. Durch den Herzog von Zweibrücken erhielt Baumholder 1490 das Recht, den Flecken befestigen zu lassen. Durch zahlreiche Privilegien wurde sein Rechtsstatus an den einer Stadt angeglichen.
Unter napoleonischer Herrschaft war Baumholder Mittelpunkt eines Kantons im Arrondissement de Birkenfeld.
Mit dem Fürstentum Lichtenberg gehörte Baumholder seit 1816 als Exklave zu Sachsen-Coburg-Saalfeld; nach dem Verkauf wurde das Fürstentum 1834 preußisch und gehörte zum neuen Kreis St. Wendel in der Rheinprovinz. 1835 wurden Baumholder die Stadtrechte verliehen.
Im Jahre 1880 zerstörten Großbrände große Teile der Altstadt, so dass heute kaum noch Reste der spätmittelalterlichen Bebauung zu sehen sind.

### 20. Jahrhundert
Mit der Bildung des Saargebietes wurde Baumholder 1919 vom Kreis St. Wendel getrennt und war fortan Kreisstadt des Restkreises Sankt Wendel-Baumholder. Als das Saargebiet 1935 zum Deutschen Reich zurückkehrte, blieben beide Landkreise getrennt. Am 1. April 1937 wurde der Restkreis in den Landkreis Birkenfeld eingegliedert.
Zur „Entschädigung“ für den Verlust des Kreisstadt-Status wurde Baumholder Garnisonstadt, und die Wehrmacht errichtete hier Kasernen und einen Truppenübungsplatz. Dafür wurden mehrere Tausend Bewohner umgesiedelt. Von 1941 bis 1945 gab es auf dem Truppenübungsplatz ein Gefangenenlager für sowjetische, polnische und andere Gefangene.

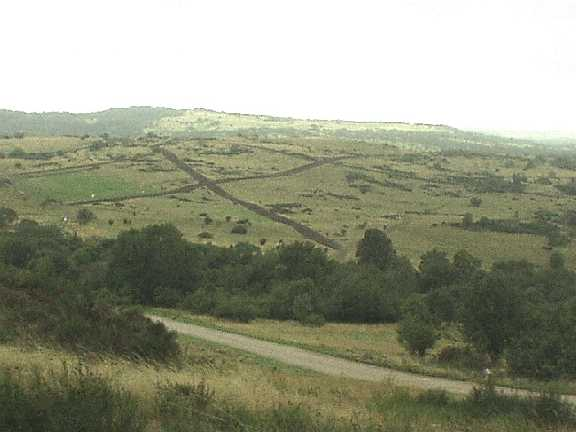
Baumholder, Truppenübungsplatz (2005)

Nach dem Zweiten Weltkrieg waren nach einem kurzen Aufenthalt der US-Armee einige Jahre lang französische Soldaten in Baumholder stationiert. Diese verließen die Garnison, als die Amerikaner zurückkehrten.
Der Truppenübungsplatz wurde durch die US-Armee ab 1951 zu einer der größten US-Garnisonen in Deutschland ausgebaut. Hierdurch erfuhr Baumholder in den 1950er Jahren einen erheblichen wirtschaftlichen Aufschwung: Es entstanden Bars, Tanzdielen (Discos) und Varietés. In der kleinen Gemeinde fuhren rund 50 Taxis. Das durch die Kaufkraft der Amerikaner in dieser Zeit finanzierte „sündige“ Nachtleben der Stadt führte damals zu bundesweiten Pressemeldungen. Im Umfeld der Stadt boten unzählige Prostituierte ihre Dienste sogar in Zelten an. Die Bundesregierung bezeichnete die Region damals als „moralisches Notstandsgebiet“. Von 1954 bis 1967 betrieb daher die Evangelische Kirchengemeinde in der Achtallee ein Haus der offenen Tür für junge Mädchen. Von der katholischen Kirchengemeinde wurde ab Sommer 1953 beim Friedhof (Hinterm Turm 1) ein viergeschossiges Jugendwohnheim für Mädchen für 60 Betten erbaut.
Am 1. Januar 1978 wurde das Gebiet der ehemaligen Gemeinde Zaubach in das gemeindefreie Gebiet Gutsbezirk Baumholder eingegliedert.
Am 1. Januar 1994 wurde der den Truppenübungsplatz umfassende Gutsbezirk Baumholder in die Gemeinde Baumholder eingegliedert, wobei Teile auch auf andere Nachbargemeinden in den Kreisen Birkenfeld und Kusel verteilt wurden.

### Wirtschaftlicher Strukturwandel
Der seit den 1990er Jahren eingeleitete Versuch eines Strukturwandels durch beispielsweise die Ansiedlung von Recycling-Industrie und zukunftsträchtiger Forschung am Umwelt-Campus Birkenfeld in Neubrücke hat bislang wenig Auswirkung auf die lokale Wirtschaft und den Arbeitsmarkt.

### Konfessionsstatistik
Am 30. Juni 2005 waren 54,0 %  der Einwohner evangelisch, 25,9 % katholisch und 20,1 % waren konfessionslos oder gehörten einer anderen Glaubensgemeinschaft an. Mit Stand Juni 2025 waren von den Einwohnern 38,9 % evangelisch, 18,9 % katholisch und 42,3 % waren konfessionslos oder gehörten einer anderen Glaubensgemeinschaft an. Der Anteil der evangelischen und katholischen Kirchenmitglieder ist demnach im beobachteten Zeitraum beträchtlich gesunken.

### Einwohnerentwicklung
| Baumholder: Einwohnerzahlen von 2012 bis 2024 | Baumholder: Einwohnerzahlen von 2012 bis 2024 | Baumholder: Einwohnerzahlen von 2012 bis 2024 | Baumholder: Einwohnerzahlen von 2012 bis 2024 | Baumholder: Einwohnerzahlen von 2012 bis 2024 |
| --------------------------------------------- | --------------------------------------------- | --------------------------------------------- | --------------------------------------------- | --------------------------------------------- |
| Jahr                                          |                                               |                                               |                                               | Einwohner                                     |
| 2012                                          | 2012                                          |                                               | 4.044                                         | 4.044                                         |
| 2015                                          | 2015                                          |                                               | 4.032                                         | 4.032                                         |
| 2020                                          | 2020                                          |                                               | 4.329                                         | 4.329                                         |
| 2024                                          | 2024                                          |                                               | 4.265                                         | 4.265                                         |
| Quelle(n): statistik.rlp.de                   |                                               |                                               |                                               |                                               |

## Politik

### Stadtrat
Der Stadtrat in Baumholder besteht aus 20 Ratsmitgliedern und dem ehrenamtlichen Stadtbürgermeister als Vorsitzendem.
Sitzverteilung:
| Wahl | SPD | CDU | FDP | FWG | LfB | Gesamt   |
| ---- | --- | --- | --- | --- | --- | -------- |
| 2024 | 7   | –   | 2   | 6   | 5   | 20 Sitze |
| 2019 | 6   | –   | 2   | 8   | 4   | 20 Sitze |
| 2014 | 7   | 2   | 1   | 5   | 5   | 20 Sitze |
| 2009 | 8   | 2   | 2   | 4   | 4   | 20 Sitze |
| 2004 | 8   | 6   | 2   | 4   | –   | 20 Sitze |

- FWG = Freie Wählergemeinschaft Dr. Nagel e. V.
- LfB = Liste für Baumholder

### Bürgermeister
Im Rahmen der Kommunalwahl 2014 wurde Günther Jung aufgrund des Wahlvorschlags der Freien Wählergemeinschaft mit 50,2 Prozent der Stimmen direkt zum Stadtbürgermeister gewählt. Er löste Peter Lang (SPD) ab, der das Amt 10 Jahre innehatte. Bei den Kommunalwahlen 2019 wurde Jung mit 80,1 Prozent der abgegebenen Stimmen wiedergewählt. Bei den Kommunalwahlen 2024 setzte sich Jung bei einer Wahlbeteiligung von 54,1 % als einziger Bewerber mit 76,1 % der Stimmen erneut durch.

### Partnerstädte
Baumholder unterhält seit den 1960er-Jahren eine Städtepartnerschaft mit der französischen Kleinstadt Warcq (Ardennes) und seit 2011 mit der US-amerikanischen Stadt Delaware (Ohio).

## Garnison
Die Kasernen der Amerikaner  heißen Smith Barracks und Wetzel Barracks. In den Einrichtungen der US Army leben rund 15.000 Menschen. Auch existiert das Baumholder Airfield, ein Flugplatz für militärische Zwecke. Die Amerikaner betreiben eine eigene Polizeiwache (Military Police), zwei eigene Kirchen, ein PX, ein Commissary, ein Krankenhaus, sowie eigene Schulen. Viele Geschäfte der Gemeinde akzeptieren US-Dollar als Zahlungsmittel und sind in hohem Maße von den Amerikanern abhängig.
1979–81 war der spätere Serienmörder Jeffrey Dahmer als Soldat im medizinischen Dienst der Amerikaner in Baumholder stationiert.
Bis heute sind die US-Streitkräfte und die Bundeswehr die größten Arbeitgeber für die örtliche Bevölkerung.
Der Truppenübungsplatz Baumholder steht unter der Verwaltung der Bundeswehr. Auf mehr als 35 Schießbahnen und Feuerstellungen für Infanterie, Panzertruppe und Artillerie üben Soldaten der Bundeswehr, der USA und anderer NATO-Mitglieder.
Seit 2002 verlagerte die US Army ihre Übungen zunehmend auf die Truppenübungsplätze Grafenwöhr und Hohenfels in der Oberpfalz, die ihrer eigenen Kontrolle unterstehen. Teile der im Ort stationierten US-Truppen wurden regelmäßig im Irakkrieg eingesetzt und kehrten großteils auch wieder nach Baumholder zurück.
Am 13. Januar 2012 gab US-Verteidigungsminister Leon Panetta ein massives Sparprogramm für die US-Streitkräfte bekannt. So sollen unter anderem zwei der vier in Europa stationierten Kampfbrigaden der US Army abgezogen werden. Die 170. US-Infanteriebrigade, welche bisher in Baumholder stationiert war, wurde im Jahr 2012 aufgelöst.
Seit 2012 wird die Baumholder Military Community aus Kaiserslautern geleitet. Es sind eine Logistikbrigade (16th SB), Flugabwehreinheiten (5–7 ADA), ein Fernmeldebataillon (44th ESB) und eine Medizinbrigade (30th MED) in Baumholder stationiert. Außerdem sind einige kleinere Einheiten in Baumholder stationiert, die einer größeren Einheit einer anderen Garnison unterliegen. Auch sind Untereinheiten von in Baumholder stationierten Einheiten in anderen Garnisonen beheimatet, z. B. im nah gelegenen Kaiserslautern oder in Grafenwöhr.
Im April 2019 wurde das 44th Expeditionary Signal Battalion (44th ESB) mit 500 Soldaten samt Familien aus Grafenwöhr nach Baumholder verlegt. Im Januar 2019 wurden für die Angehörigen dieser Einheit 84 kleinere „Townhouses“ für 48 Millionen Euro fertig gestellt, weitere sollen folgen. Neben den Investitionen in die Townhouses will die US-Armee weitere 100 Millionen Euro für die Sanierung von älteren Kasernengebäuden ausgeben. Zudem sind Mehrfamilienhäuser, Schulen und ein zusätzliches Sportgelände geplant.

## Kultur und Freizeit

### Bauwerke
Siehe Liste der Kulturdenkmäler in Baumholder

### Rallye Deutschland
Baumholder ist Austragungsort der Hunsrück-Rallye und später der ADAC-Rallye Deutschland, welche seit 2002 mit Ausnahme des Jahres 2009 einen Lauf der Rallye-Weltmeisterschaft darstellt. Das parallel zur Rallye stattfindende Altstadtfest zählt zu den wichtigsten Veranstaltungen der Umgebung.

### Triathlon
Seit 2005 findet jährlich der OIE-Triathlon in Baumholder statt. Hierbei können sowohl Einzelstarter als auch Teams teilnehmen.

### Weitere jährliche Veranstaltungen
- Altstadtfest
- Kräutermarkt
- Fischerfest
- Kirmes
- Weihnachtsmarkt
- Rosenmontagszug
- Prunksitzungen der BKG
- Weiherfest der DLRG

## Verkehrsanbindung

### Autobahn
Baumholder ist über die Bundesautobahn 62 (Abfahrt 5 – Freisen) erreichbar. Es liegt etwa 50 km nordöstlich von Saarbrücken, etwa 35 km nordwestlich von Kaiserslautern und etwa 50 km südöstlich von Trier.

### Bahn
Auf der neun Kilometer langen Bahnstrecke Heimbach–Baumholder verkehren stündlich Regionalbahnen des Betreibers vlexx ab dem Bahnhof Baumholder nach Kirn über Idar-Oberstein, mit direktem Anschluss nach Frankfurt und Saarbrücken. Der Personenverkehr wurde am 14. Dezember 2014 wieder aufgenommen, nachdem er zum 31. Mai 1981 eingestellt worden war. Zwischen 1981 und 2014 fand nur noch Güterverkehr insbesondere mit Militärtransporten statt. Anlässlich des Rheinland-Pfalz-Tag 2007 verkehrten im Juni 2007 bis einschließlich 1. Juli 2007 vorübergehend Regionalbahnen auf dieser Strecke bis Baumholder.
In Richtung Birkenfeld besteht eine zweistündliche Busanbindung (Linie 823 im Rhein-Nahe-Nahverkehrsverbund). Darüber hinaus bestehen stündliche Umsteigeverbindungen. Hierzu wird zwischen Baumholder und Heimbach-Ort die RB 34 genutzt und dort auf die Buslinie 830 nach Neubrücke und Birkenfeld umgestiegen.
Für den Güterverkehr, vor allem für den Militärverkehr, hat der Bahnhof eine Kopf- und eine Seitenrampe, sowie im US-Bahnhofsteil noch vier Kopframpen.

### Flughafen
Der Flughafen Frankfurt-Hahn ist etwa 60 km, der Saarbrücker Flughafen etwa 80 km und der Flugplatz Zweibrücken ca. 80 Kilometer entfernt.

## Persönlichkeiten
- Johannes Lichtenberger (um 1426–etwa 1503), berühmter Astrologe, aus Grünbach auf dem Truppenübungsplatz
- Otto Gennes (1874–1943), Generalanwalt und Vorstand des Reichsverbandes der deutschen landwirtschaftlichen Genossenschaften
- Edwin Rausch (1906–1994), Psychologe, Vertreter der Gestalttheorie bzw. der Gestaltpsychologie der zweiten Generation
- Werner Vitt (1926–2014), Vorstand der Gewerkschaft IG Chemie-Papier-Keramik
- Hans Joachim Eggers (1927–2016), Virologe und Hochschullehrer
- Gerd Menne (1939–2020), Bundesligaspieler des VfB Stuttgart
- Gerhard Fels (1939–2025), Wirtschaftswissenschaftler und Mitglied des Sachverständigenrates zur Begutachtung der gesamtwirtschaftlichen Entwicklung
- Jürgen Dringelstein (* 1946), ehemaliger Fußballspieler unter anderem beim Hamburger SV und beim SV Waldhof Mannheim
- Dietmar Mettlach (* 1950), Kirchenmusiker und Chorleiter
- Bruce Bechtold (* 1952), Europa- und Weltmeister im Katamaransegeln
- Bernd Werle SVD (* 1955), Ordensgeistlicher und römisch-katholischer Theologe
- David Whitehurst (* 1955), US-amerikanischer American-Football-Spieler
- Jeffrey Dahmer (1960–1994), US-amerikanischer Serienmörder, der von Juli 1979 bis März 1981 bei der US-Army in Baumholder stationiert war.
- Lorielle London (* 1983), Entertainerin, bekannt geworden durch die Teilnahme bei Deutschland sucht den Superstar und Ich bin ein Star – Holt mich hier raus.

## Dokumentationen
- Hansjürgen Hilgert: Ami, bleib hier – Die Stadt Baumholder und ihre US-Truppen. bei IMDb